# نطاق راديوي منخفض التردد

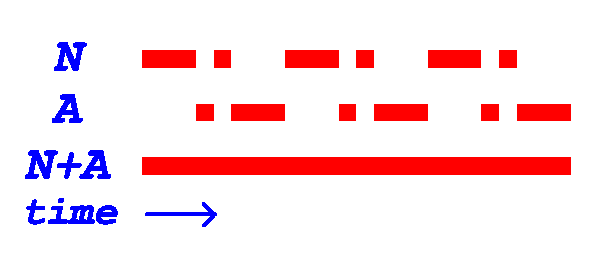
إشارات صوتية ذات نطاق راديو منخفض التردد: تيار N ودفق ونغمة موحدة مجمعة (أصوات محاكاة)

النطاق الراديوي منخفض التردد (low-frequency radio range)، والمعروف أيضًا باسم النطاق الراديوي المكون من أربعة مسارات (our-course radio range)، أو المدى الراديوي ذو الأربعة مراحل إل إف / إم إف (LF/MF four-course radio range)، أو نطاق الراديو AN (A-N radio range)، أو نطاق الراديو أدكوك (Adcock radio range)، والاسم الشائع ببساطة «النطاق» ("the range") كان هو نظام الملاحة الرئيسي الذي كانت تستخدمه الطائرات خلال الطيران الآلي في ثلاثينيات وأربعينيات القرن العشرين، حتى ظهور نطاق المدى متعدد الاتجاهات عالي التردد (VHF) (VOR)، بدءًا من أواخر الأربعينيات. تم استخدامه للملاحة في الطريق بالإضافة إلى اقتراب الأجهزة والحجز.
استنادًا إلى شبكة من الأبراج الراديوية التي تنقل إشارات الراديو الاتجاهية، حدد نطاق الراديو خطوطًا هوائية محددة في السماء. قام الطيارون بالتحليق باستخدام راديو منخفض التردد من خلال الاستماع إلى دفق من أكواد مورس "A" و "N" الآلية. على سبيل المثال، قد يديرون الطائرة إلى اليمين عند سماع بث "N" ("dah-dit، dah-dit...")، إلى اليسار عند سماع بث "A" ("di-dah، di-dah... ")، وتطير مباشرة للأمام بينما تسمع نغمة ثابتة.
نظرًا لأن نظام (VOR) تم تشغيله على مراحل في جميع أنحاء العالم، فقد تم التخلص التدريجي من نطاق الراديو منخفض التردد، واختفى في الغالب بحلول السبعينيات. لا توجد مرافق تشغيلية متبقية اليوم. في أقصى انتشار لها، كان هناك أكثر من 400 محطة تستخدم نطاقًا لاسلكيًا منخفض التردد حصريًا في الولايات المتحدة القارية وحدها.

## تاريخ

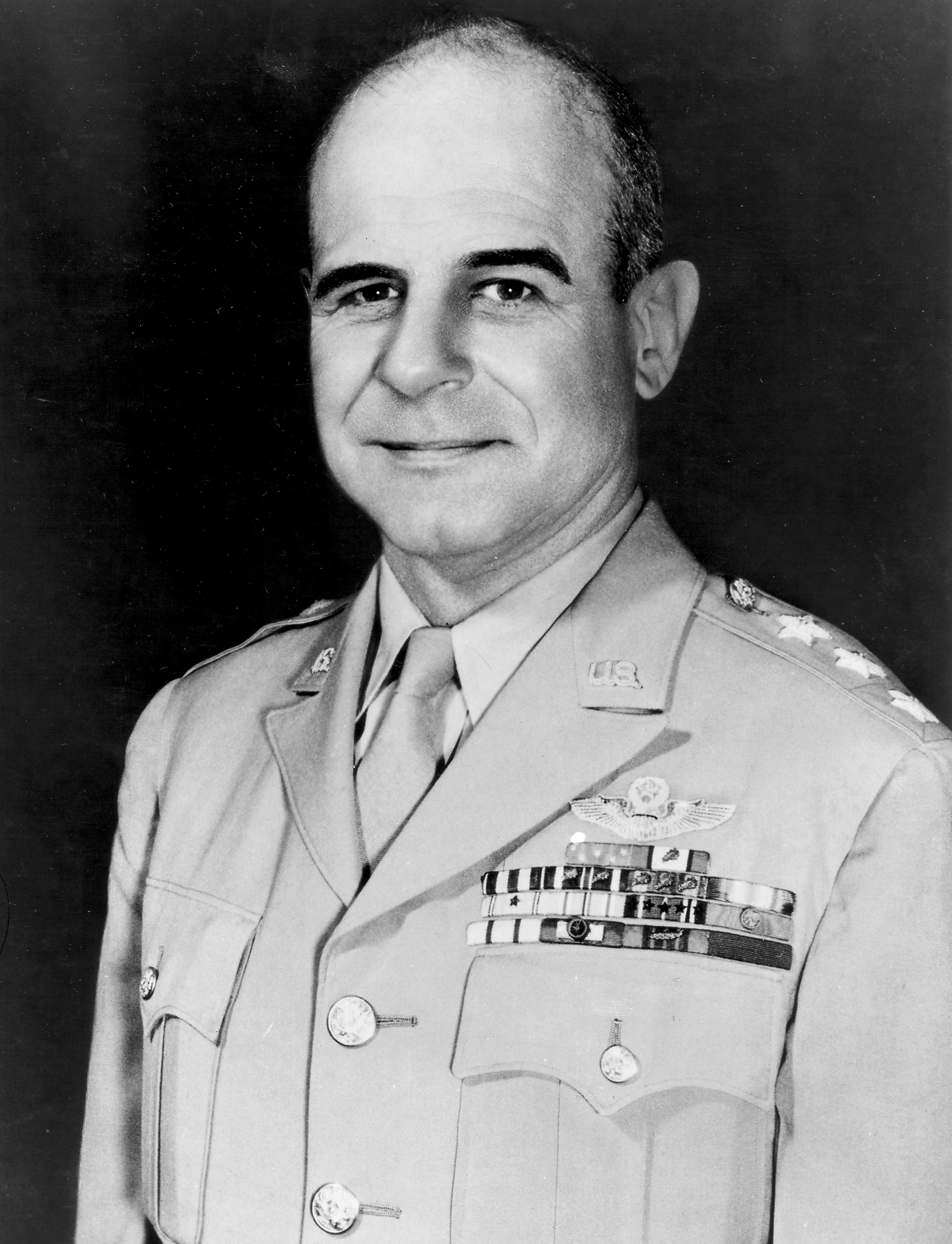
أظهر جيمي دوليتل في عام 1929 أن الطيران الآلي ممكن.

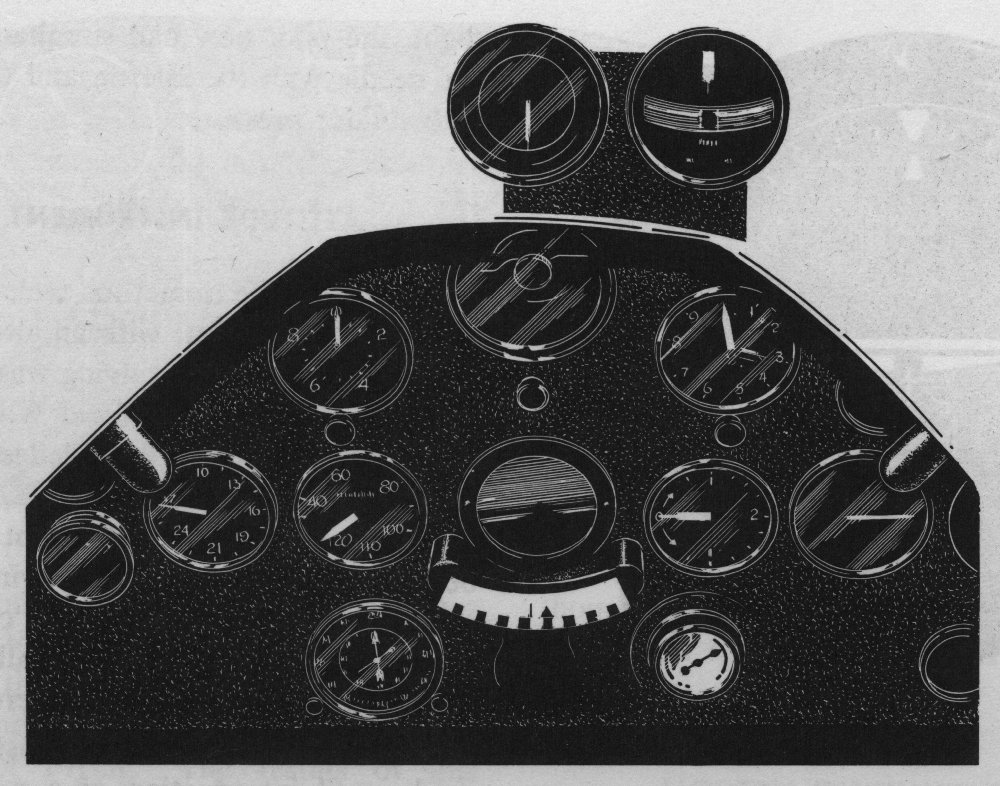
لوحة عدادات دوليتل

بعد الحرب العالمية الأولى، بدأ الطيران في توسيع دوره في الساحة المدنية، بدءًا برحلات البريد الجوي. سرعان ما أصبح واضحًا أنه من أجل تسليم بريد موثوق به، فضلاً عن رحلات الركاب التي ستتبع قريبًا، كان من الضروري إيجاد حل للملاحة ليلاً وفي حالة ضعف الرؤية. في الولايات المتحدة، تم إنشاء شبكة من المنارات الجوية المضيئة، على غرار المنارات البحرية، لطياري البريد الجوي. كانت المنارات مفيدة في الغالب في الليل وفي الطقس الجيد، بينما في ظروف الرؤية السيئة لا يمكن رؤيتها. أدرك العلماء والمهندسون أن حل الملاحة القائم على الراديو سيسمح للطيارين «بالرؤية» في جميع ظروف الطيران، وقرروا أن هناك حاجة إلى شبكة من حزم الراديو الموجهة.
في 24 سبتمبر 1929، أظهر الملازم (لاحقًا الجنرال) جيمس إتش. "جيمي" دوليتل، بالجيش الأمريكي، أول رحلة «عمياء»، تم إجراؤها حصريًا بالرجوع إلى الأدوات وبدون رؤية خارجية، وأثبت أن الطيران الآلي كان ممكنًا. استخدم دوليتل أدوات جيروسكوبية مطورة حديثًا — مؤشر الموقف والبوصلة الجيروسكوبية — لمساعدته في الحفاظ على موقف طائرته واتجاهها، ونظام راديو توجيهي مصمم خصيصًا للتنقل من وإلى المطار. تم تصميم معدات دوليتل التجريبية لهذا الغرض لرحلاته التوضيحية. لكي تصبح أداة الطيران عملية، يجب أن تكون التكنولوجيا موثوقة، منتجة بكميات كبيرة ومنتشرة على نطاق واسع، على الأرض وفي أسطول الطائرات.
كان هناك طريقتان تقنيتان لكل من مكونات الملاحة الراديوية الأرضية والجوية، والتي تم تقييمها في أواخر العشرينات وأوائل الثلاثينيات.
على الأرض، للحصول على حزم راديو اتجاهية ذات مسار ملاحي محدد جيدًا، تم استخدام الهوائيات ذات الحلقة المتقاطعة في البداية. طورت شركة فورد موتور أول تطبيق عملي تجاريًا لنطاق راديو منخفض التردد قائم على الحلقة، حيث تم تثبيته في حقلي ديربورن وشيكاغو في عام 1926 وقدمت براءة اختراعه في عام 1928. تم تطوير المفاهيم السابقة للنظام في ألمانيا في عام 1906 والتي تم تجربتها لاحقًا من قبل المكتب الأمريكي للمعايير وفيلق إشارة الجيش في أوائل العشرينات من القرن الماضي. تم تبني هذه التقنية بسرعة من قبل وزارة التجارة الأمريكية، التي أنشأت نطاقًا تجريبيًا في 30 يونيو 1928، ودخلت السلسلة الأولى من المحطات الخدمة في وقت لاحق من ذلك العام. لكن تصميم الهوائي الحلقي أحدث موجات سماء مستقطبة أفقيًا مفرطة يمكن أن تتداخل مع الإشارات، خاصة في الليل. بحلول عام 1932، قضت مجموعة هوائي أدكوك (Adcock) على هذه المشكلة من خلال وجود هوائيات رأسية فقط وأصبحت هي الحل المفضل. أشار فرع الطيران بوزارة التجارة الأمريكية إلى حل أدكوك باسم «هوائي تي إل» ("T-L Antenna") (لـ «خط النقل») ولم يذكر اسم أدكوك في البداية.
في الجو، كان هناك أيضًا تصميمان متنافسان، نشأ من مجموعات من خلفيات واحتياجات مختلفة. فضل فيلق إشارة الجيش، الذي يمثل الطيارين العسكريين، حلاً يعتمد على تدفق إشارات الملاحة الصوتية، التي يتم تغذيتها باستمرار في آذان الطيارين عبر سماعة الرأس. من ناحية أخرى، شعر الطيارون المدنيون، الذين كانوا في الغالب طيارو بريد جوي يطيرون عبر البلاد لتسليم البريد، أن الإشارات الصوتية ستكون مزعجة ويصعب استخدامها خلال الرحلات الطويلة، وفضلوا حلاً مرئيًا، مع مؤشر في لوحة العدادات.
تم تطوير مؤشر مرئي بناءً على اهتزاز القصب، والذي يوفر مؤشرًا بسيطًا مثبتًا على اللوحة «انعطف من اليسار إلى اليمين». كان موثوقًا به وسهل الاستخدام وأكثر مناعة ضد الإشارات الخاطئة من النظام الصوتي المنافس. وفقًا لتقرير منشور، فضل الطيارون الذين سافروا باستخدام الأنظمة السمعية والبصرية النوع المرئي بشدة. ومع ذلك، تم تجاوز الحل المستند إلى القصب من قبل حكومة الولايات المتحدة، وأصبحت الإشارات الصوتية قياسية لعقود قادمة.
بحلول الثلاثينيات من القرن الماضي، أصبحت شبكة أجهزة الإرسال الراديوية الأرضية منخفضة التردد، إلى جانب مستقبلات راديو (AM) ميسورة التكلفة، جزءًا حيويًا من طيران الأجهزة. قدمت أجهزة الإرسال اللاسلكية منخفضة التردد إرشادات ملاحية للطائرات من أجل العمليات والاقتراب في الطريق، في ظل جميع الظروف الجوية تقريبًا، مما يساعد على جعل جداول الرحلات الجوية المتسقة والموثوقة حقيقة واقعة.
ظل النطاق الراديوي كنظام الملاحة الراديوي الرئيسي في الولايات المتحدة وبلدان أخرى حتى تم استبداله تدريجيًا بتقنية (VOR) المحسّنة بشكل كبير والتي تعتمد على التردد شديد الأرتفاع (VHF)، بدءًا من أواخر الأربعينيات. يتضمن (VOR)، الذي لا يزال مستخدمًا حتى اليوم، مؤشرًا مرئيًا لليسار واليمين.

## تقنية

### أرض
يتكون المكون الأرضي الراديوي منخفض التردد من شبكة من محطات الإرسال الراديوي التي كانت في موقع استراتيجي في جميع أنحاء البلاد، وغالبًا ما تكون بالقرب من المطارات الكبيرة، على بعد حوالي 200 ميل. استخدمت المحطات المبكرة ذات التردد المنخفض هوائيات ذات حلقة متقاطعة، ولكن التصميمات اللاحقة للعديد من المحطات استخدمت مجموعة الهوائي الرأسي أدكوك لتحسين الأداء، خاصة في الليل.
كان لكل محطة مدى أدكوك أربعة 134 قدم (41 م) نصب أبراج الهوائي على زوايا 425 × 425 قدم مربع، مع برج إضافي اختياري في المركز لنقل الصوت والتوجيه. تبث المحطات إشعاعًا كهرومغناطيسيًا موجهًا عند 190 إلى 535 كيلو هرتز ومن 50 إلى 1500 واط، إلى أربعة أرباع.[note 2] تم تعديل إشعاع زوج رباعي معاكس (بتردد صوتي يبلغ 1,020 Hz) مع رمز مورس للحرف A (· —) والزوج الآخر بالحرف N (— ·). حددت التقاطعات بين الأرباع أربعة خطوط مسار تنبثق من محطة الإرسال، على طول أربعة اتجاهات بوصلة، حيث كانت إشارات A و N متساوية الشدة، مع دمج أكواد مورس المدمجة في 1,020 ثابتًا نغمة الصوت هرتز. خطوط الدورة هذه (تسمى أيضًا «الأرجل»)، حيث يمكن سماع نغمة فقط، تحدد المسارات الجوية.

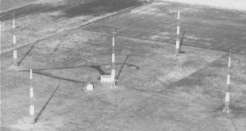
محطة المدى Adcock. كان البرج الخامس المركزي يستخدم عادة للإرسال الصوتي.

بالإضافة إلى تكرار إشارة التعديل A أو N، فإن كل محطة إرسال سترسل أيضًا معرف كود مورس الخاص بها (عادةً حرفان أو ثلاثة أحرف) مرة كل ثلاثين ثانية للتعرف الإيجابي. سيتم إرسال تعريف المحطة مرتين: أولاً على الزوج N من أجهزة الإرسال، ثم على A، لضمان التغطية في جميع الأرباع. أيضًا، في بعض التركيبات، تم بث الأحوال الجوية المحلية بشكل دوري بصوت عبر تردد النطاق، مما أدى إلى استباق الإشارات الملاحية، ولكن تم ذلك في النهاية على البرج الخامس المتوسط.
كان النطاق الراديوي منخفض التردد مصحوبًا في الأصل بإشارات مجرى الهواء، والتي تم استخدامها كنسخة احتياطية مرئية، خاصة للرحلات الليلية. تم أحيانًا تضمين «منارات العلامات» الإضافية (أجهزة إرسال لاسلكية ذات تردد عالٍ منخفض الطاقة) كنقاط توجيه تكميلية.

### الجو

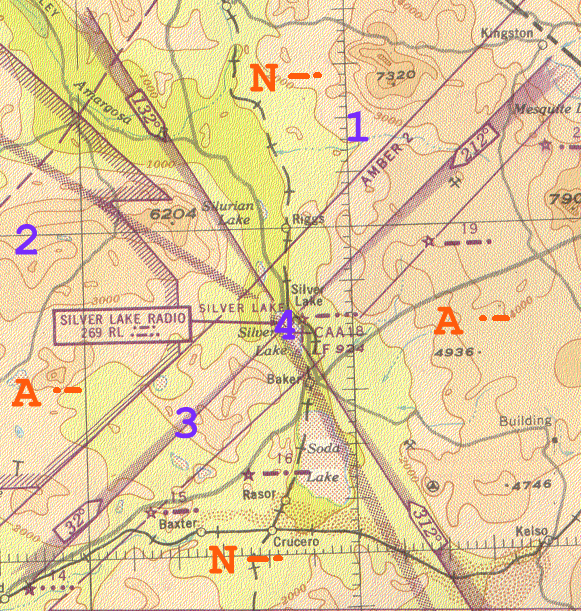
مخطط راديو سيلفر ليك منخفض التردد (269 كيلو هرتز). قد تسمع الطائرة في الموقع 1: "dah-dit، dah-dit..."، at 2: "di-dah، di-dah..."، عند 3: نغمة ثابتة، وعند 4: لا شيء (مخروط الصمت). [note 6

تم ضبط أجهزة الاستقبال اللاسلكية المحمولة جواً - مجموعات تعديل السعة (AM) البسيطة في البداية - على تردد أجهزة الإرسال الأرضية الراديوية منخفضة التردد، وتم اكتشاف صوت شفرة مورس وتضخيمه في مكبرات الصوت، عادةً في سماعات الرأس التي يرتديها الطيارون. كان الطيارون يستمعون باستمرار إلى الإشارة الصوتية، ويحاولون تحليق الطائرة على طول خطوط المسار («تحليق الشعاع»)، حيث تُسمع نغمة موحدة. إذا أصبحت إشارة حرف واحد (A أو N) مميزة بشكل مسموع، فسيتم تشغيل الطائرة حسب الحاجة بحيث يتداخل تعديل الحرفين مرة أخرى، وسيصبح صوت شفرة مورس نغمة ثابتة. كانت منطقة «على المسار»، حيث تم دمج الحرفين A و N بشكل مسموع، بعرض 3° تقريبًا، والتي تُرجمت إلى عرض مسار يبلغ ± 2.6 ميل عندما تكون على بعد 100 ميل من المحطة.
كان على الطيارين التحقق من ضبطهم على تردد محطة النطاق الصحيح من خلال مقارنة معرف كود مورس الخاص به بالمعرّف المنشور في خرائط الملاحة الخاصة بهم. يمكنهم أيضًا التحقق من أنهم كانوا يطيرون باتجاه المحطة أو بعيدًا عنها، من خلال تحديد ما إذا كان مستوى الإشارة (أي مستوى الصوت المسموع) يزداد قوة أم أضعف.

## الاقتراب والانتظار

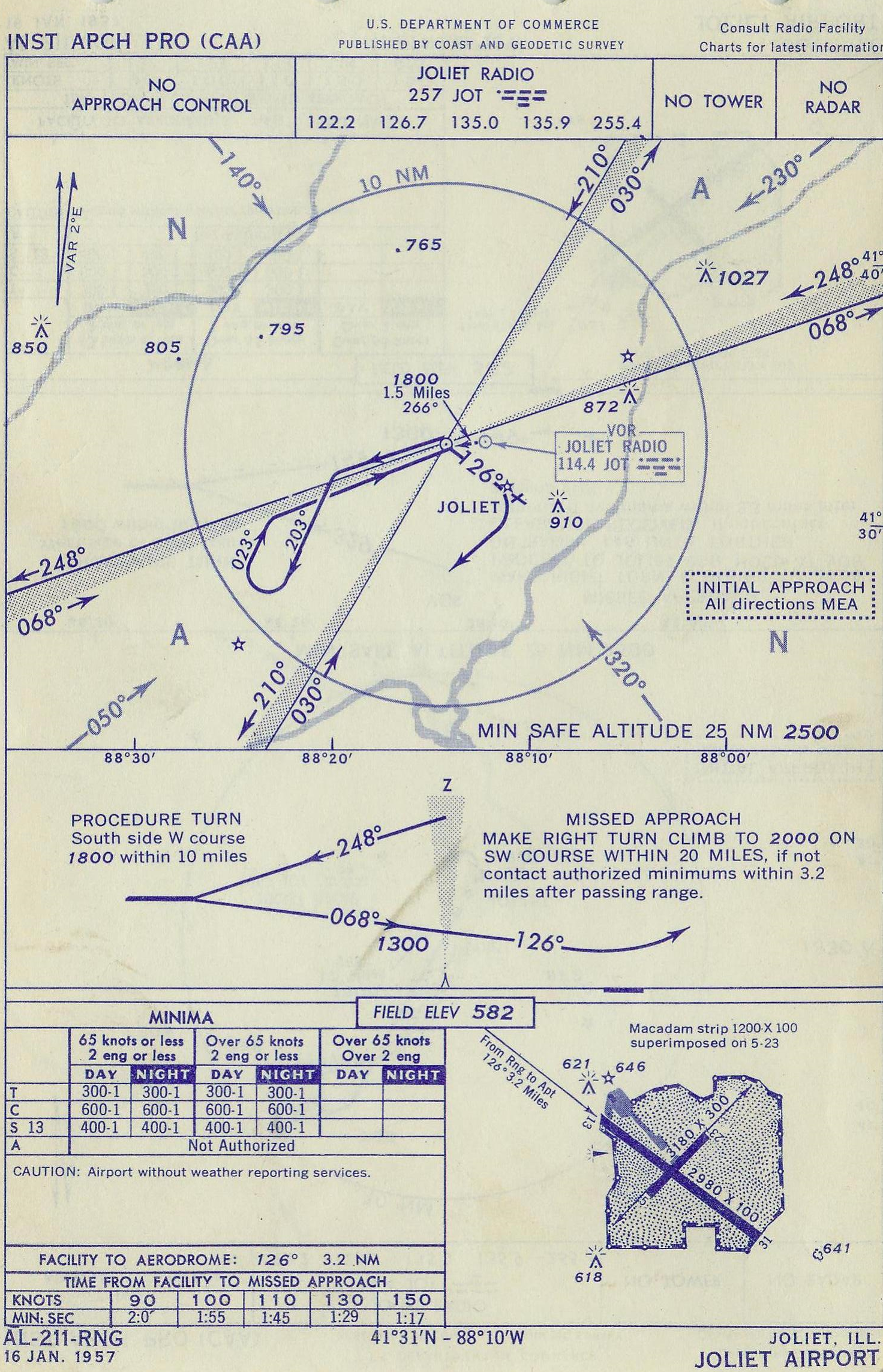
Joliet، IL إجراء اقتراب جهاز الراديو منخفض التردد

تم عادةً نقل مقاطع الاقتراب النهائي لاقتراب الأجهزة الراديوية منخفضة التردد بالقرب من محطة المدى، مما يضمن زيادة الدقة. عندما كانت الطائرة فوق المحطة، اختفت الإشارة الصوتية، حيث لم تكن هناك إشارة تعديل مباشرة فوق أبراج الإرسال. هذه المنطقة الهادئة، المسماة «مخروط الصمت»، أشارت للطيارين إلى أن الطائرة كانت مباشرة فوق المحطة، وهي بمثابة نقطة مرجعية أرضية إيجابية لإجراء الاقتراب.
في إجراء نموذجي لاقتراب الأجهزة الراديوية منخفضة التردد، يبدأ الاقتراب النهائي عبر محطة المدى، مع التحول إلى مسار معين. سينزل الطيار إلى الحد الأدنى المحدد لارتفاع الهبوط (MDA)، وإذا لم يكن المطار في الأفق خلال فترة زمنية محددة (بناءً على السرعة الأرضية)، فسيتم البدء في إجراء اقتراب ضائع. في إجراء اقتراب جوليت، إلينوي المصور منخفض التردد، يمكن أن يكون الحد الأدنى لارتفاع الهبوط منخفضًا مثل 300 قدم فوق مستوى الأرض، ويتطلب الحد الأدنى من الرؤية ميلًا واحدًا، اعتمادًا على نوع الطائرة.

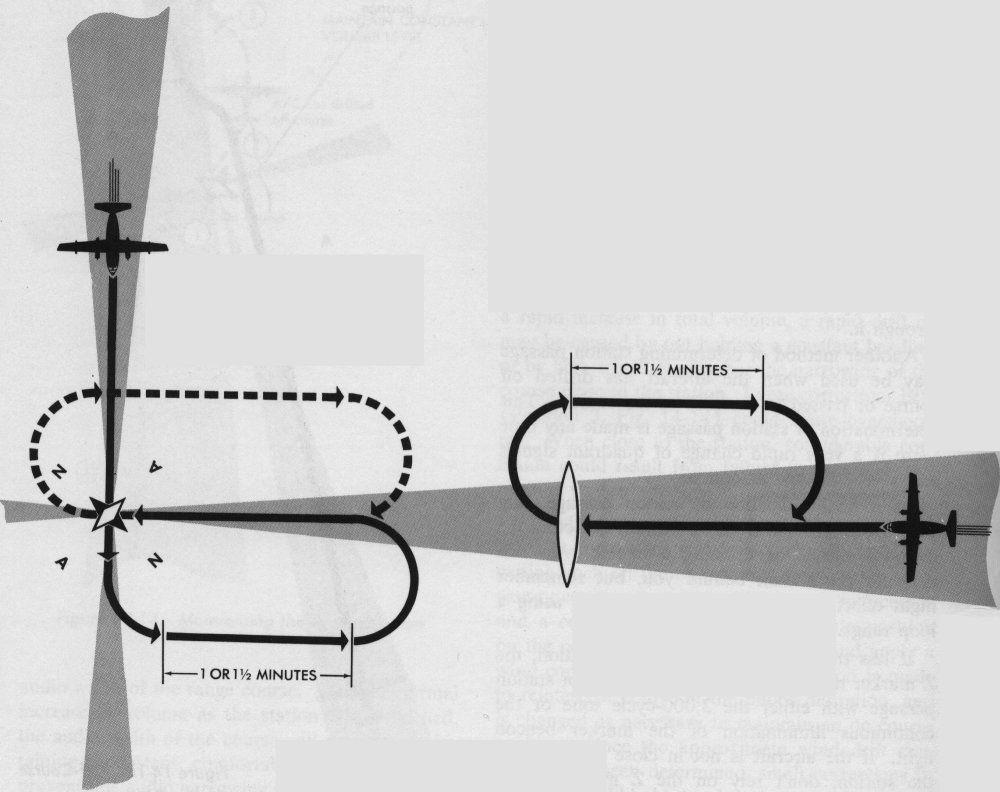
رسم تخطيطي يوضح أنماط عقد الراديو منخفض التردد.

يسمح النطاق الراديوي منخفض التردد أيضًا بالتحكم في الحركة الجوية لإرشاد الطيارين إلى إدخال نمط تثبيت «على الحزمة»، أي على أحد الأرجل منخفضة التردد، مع تثبيت التثبيت (نقطة التحول الرئيسية) فوق الراديو منخفض التردد محطة، في مخروط الصمت أو فوق إحدى علامات المروحة. تم استخدام الحجوزات إما أثناء جزء الطريق من الرحلة أو كجزء من إجراءات الاقتراب بالقرب من مطار المحطة. كانت حوامل الراديو ذات التردد المنخفض أكثر دقة من تعليق المنارة غير الاتجاهية (NDB)، نظرًا لأن دورات عقد (NDB) تستند إلى دقة البوصلة المغناطيسية الموجودة على متن الطائرة، في حين كان تعليق الراديو منخفض التردد بنفس دقة التردد المنخفض ساق راديو، بعرض تقريبي للمسار 3 درجات.

## منارات غير اتجاهية

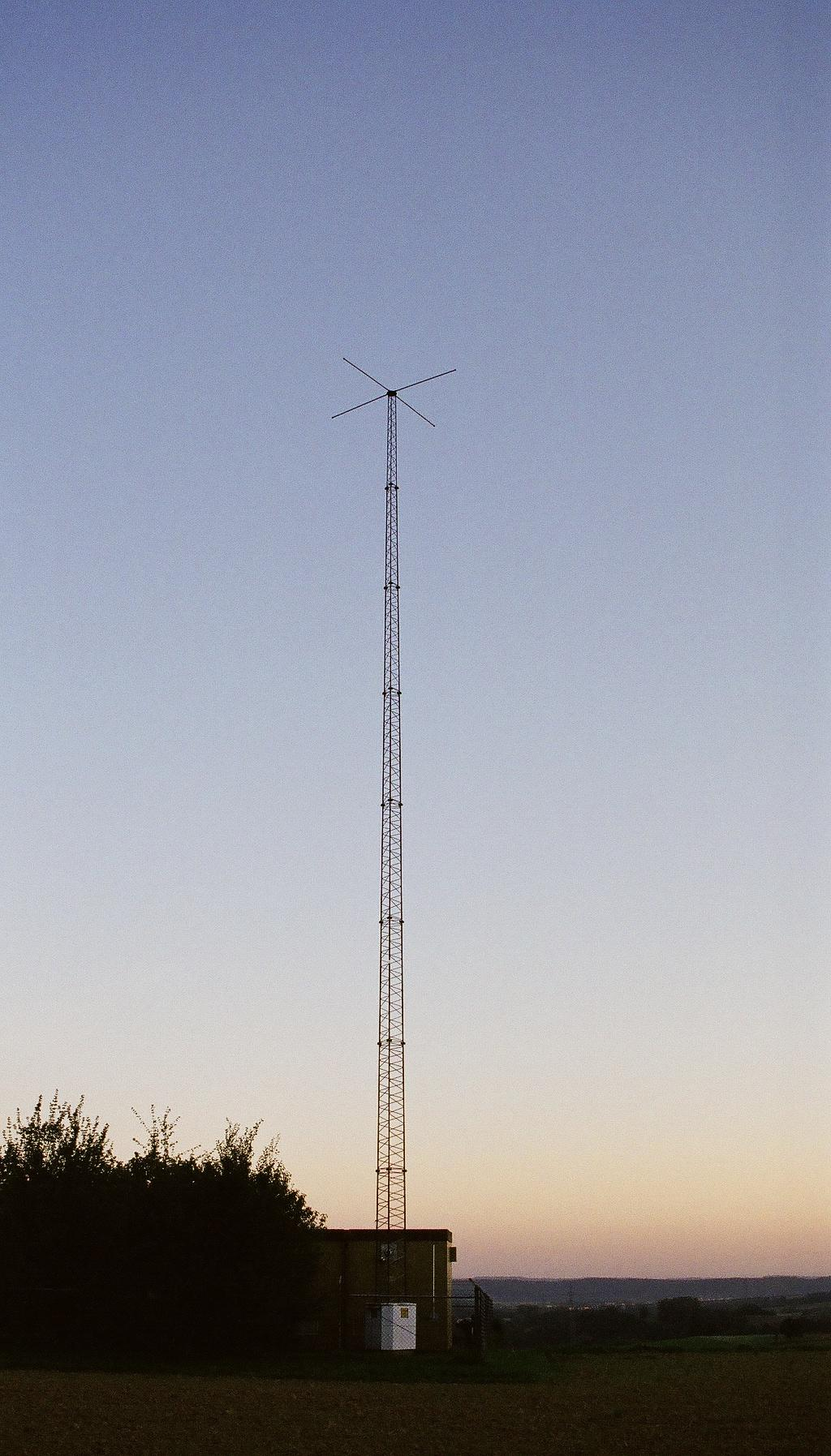
التركيبات الأرضية (NDB) عبارة عن هوائيات برجية مفردة بسيطة.

منذ بدايته في أوائل الثلاثينيات من القرن الماضي، تم تعزيز الراديو منخفض التردد بإشارات منخفضة التردد غير اتجاهية (NDBs). في حين أن الراديو منخفض التردد يتطلب تركيبًا أرضيًا معقدًا وجهاز استقبال AM بسيطًا على متن الطائرة، كانت التركيبات الأرضية (NDB) عبارة عن أجهزة إرسال بسيطة أحادية الهوائي تتطلب معدات أكثر تعقيدًا إلى حد ما على متن الطائرة. كان نمط البث الراديوي في (NDB) موحدًا في جميع الاتجاهات في المستوى الأفقي. كان يُطلق على جهاز الاستقبال الموجود على متن (NDB) اسم جهاز تحديد اتجاه الراديو (RDF). سمحت تركيبة (NDB-RDF) للطيارين بتحديد اتجاه المحطة الأرضية (NDB) بالنسبة إلى الاتجاه الذي كانت تشير إليه الطائرة. عند استخدامها بالاقتران مع البوصلة المغناطيسية الموجودة على متن الطائرة، يمكن للطيار التنقل من أو إلى المحطة على طول أي مسار مختار يشع من المحطة.
كانت مستقبلات (RDF) المبكرة باهظة الثمن وضخمة وصعبة التشغيل، لكن التركيب الأرضي الأبسط والأقل تكلفة سمح بسهولة إضافة نقاط الطريق والأساليب القائمة على (NDB)، لتكملة نظام الراديو منخفض التردد. مستقبلات (RDF) الحديثة، المسماة «محددات الاتجاه التلقائي» (أو "ADF") صغيرة ومنخفضة التكلفة وسهلة التشغيل. يظل نظام (NDB-ADF) اليوم بمثابة تكملة ونسخ احتياطي لأنظمة الملاحة (VOR) ونظام التموضع العالمي(GPS) الأحدث، على الرغم من أنه يتم التخلص التدريجي منه تدريجياً. تمت إزالة جميع الأسئلة المتعلقة بعملية (NDB-ADF) من مواد اختبار شهادة الطيار FAA قبل أكتوبر 2017.

## محددات
على الرغم من استخدام النظام الراديوي منخفض التردد لعقود كأسلوب الملاحة الرئيسي للطيران أثناء الرؤية المنخفضة والطيران الليلي، إلا أنه كان له بعض القيود والعيوب المعروفة. كان على الطيارين الاستماع إلى الإشارات، غالبًا لساعات، من خلال سماعات الجيل الأول من اليوم. تتقلب خطوط الدورة، التي كانت نتيجة التوازن بين أنماط الإشعاع من أجهزة الإرسال المختلفة، اعتمادًا على الظروف الجوية أو الغطاء النباتي أو الغطاء الثلجي بالقرب من المحطة، وحتى زاوية هوائي المستقبل المحمول جواً. في ظل بعض الظروف، فإن الإشارات الواردة من الربع A «تتخطى» إلى الربع N (أو العكس)، مما يتسبب في «مسار افتراضي» خاطئ بعيدًا عن أي خط مسار حقيقي. كما أن العواصف الرعدية والاضطرابات الجوية الأخرى من شأنها أن تخلق تداخلًا كهرومغناطيسيًا لتعطيل إشارات النطاق وتنتج طقطقة «ساكنة» في سماعات رأس الطيارين.

## الاستبدال بـ (VOR)

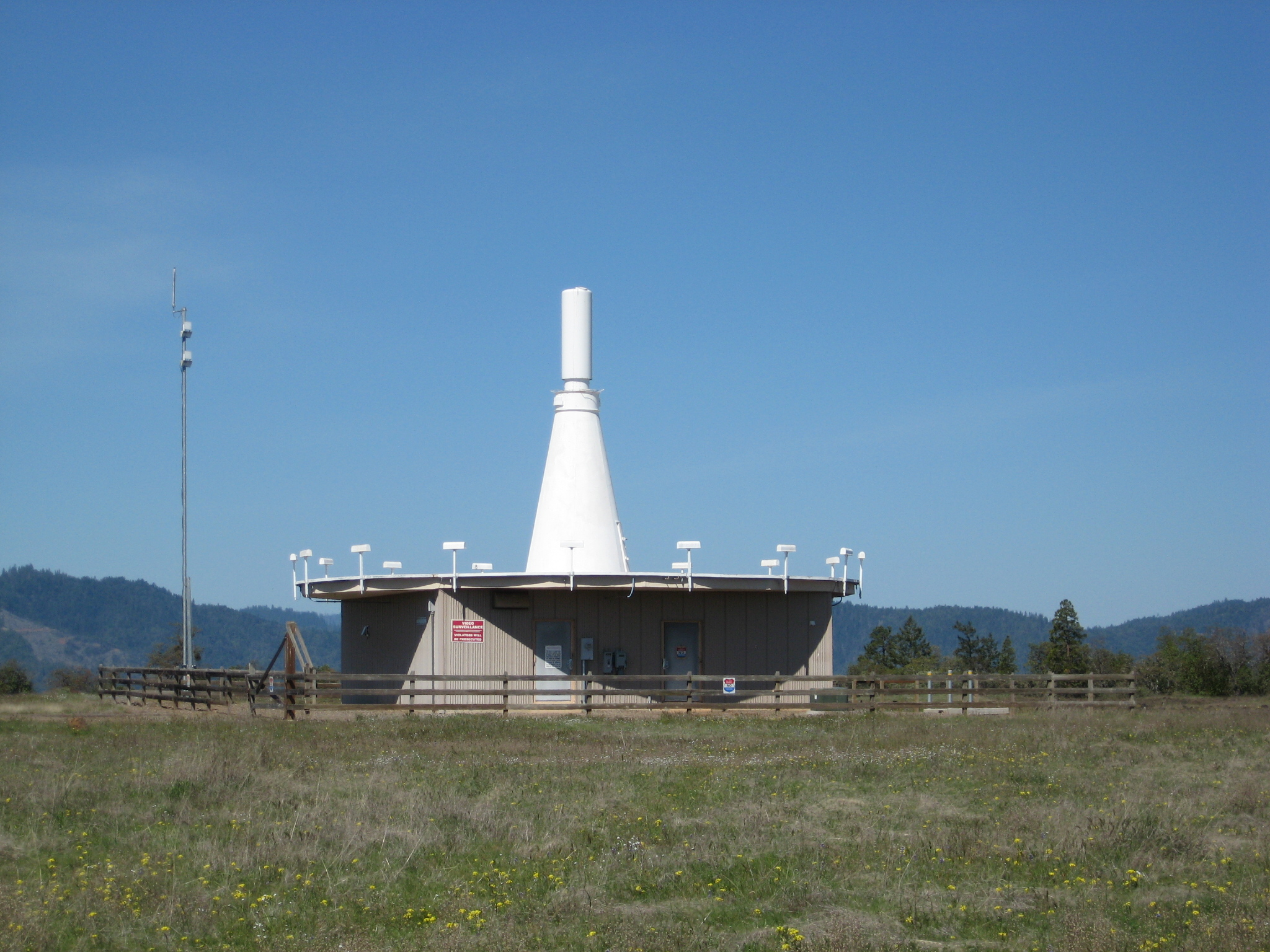
حلت تقنية VH المستندة إلى VHF محل الراديو منخفض التردد بحلول الستينيات.

يتطلب نظام الملاحة الراديوية منخفض التردد، كحد أدنى، جهاز استقبال راديو AM بسيط على متن الطائرة للتنقل بدقة في الممرات الجوية في ظل ظروف الأرصاد الجوية للأجهزة، وحتى تنفيذ اقتراب أداة للوصول إلى الحد الأدنى المنخفض. [note 8] على الجانب السلبي، مع ذلك، كان يحتوي على أربعة اتجاهات فقط لكل محطة، وكان حساسًا للغلاف الجوي وأنواع التداخل والانحرافات الأخرى، ويطلب من الطيارين الاستماع لساعات لصفير رتيب مزعج، أو تيار خافت من مورس رموز، غالبًا ما تكون مضمنة في الخلفية «ثابتة». كان لاستبداله النهائي، نظام الملاحة VHF band (VOR)، العديد من المزايا. كان (VOR) محصنًا فعليًا من التداخل، ولديه 360 اتجاهًا متاحًا للدورة، ولديه شاشة مرئية «على المسار» (دون الحاجة إلى الاستماع)، وكان استخدامه أسهل بكثير. وبالتالي، عندما أصبح نظام (VOR) متاحًا في أوائل الخمسينيات من القرن الماضي، كان قبوله سريعًا، وفي غضون عقد من الزمن، تم التخلص التدريجي من الراديو منخفض التردد في الغالب. يتم التخلص التدريجي من (VOR) نفسها اليوم لصالح نظام تحديد المواقع العالمي (GPS) المتفوق.

## اصوات
فيما يلي أصوات محاكاة لراديو سيلفر ليك منخفض التردد. محطة المدى — التي تقع على بعد حوالي 10 أميال شمال بيكر، كاليفورنيا — ستستبق الإشارات الملاحية كل 30 ثانية لإرسال معرف مورس الخاص بها ("RL"). سيتم سماع تعريف المحطة مرة أو مرتين، ربما مع اتساع نسبي مختلف، اعتمادًا على موقع الطائرة. سيستمع الطيارون إلى هذه الأصوات ويتنقلون بها لساعات أثناء الطيران. تحتوي الأصوات الفعلية على «ثابت» وتداخلات وتشوهات أخرى، لم يتم إنتاجها بواسطة المحاكاة. قد يؤثر ضبط مستوى الصوت على عرض المسار الفعال. على سبيل المثال، في محاكاة الصوت لـ «الشفق» A أدناه، حيث تكون الطائرة تقريبًا على الشعاع ولكن قليلاً داخل الربع A، فإن الصوت المنخفض يكاد يحجب الصوت الضعيف A، بينما الصوت المرتفع يجعله أكثر وضوحًا.
 

## روابط خارجية
- تحلق الحزم، تاريخ نطاق الراديو منخفض التردد (مع الخرائط)
- فورت شيمو، اقتراب راديو منخفض التردد في كيبيك
- نظام المدى أدكوك
- مقطع فيديو يشرح الراديو منخفض التردد